# (120216) 2004 EW95
2004 إي دابليو 95 (ويعرف أيضًا باسم (120216) 2004 إي دابليو 95 وفق تسمية الكوكب الصغير) (بالإنجليزية: 2004 EW95)‏ هو كويكب ضمن حزام الكويكبات؛ وترتيبه 120216 من حيث الاكتشاف.
اكتُشف هذا الجُرم الفلكي بواسطة سبيس واتش في 14 مارس 2004.

## وصلات خارجية
- (120216) 2004 EW95 في قاعدة بيانات مختبر الدفع النفاث لأجرام النظام الشمسي الصغيرة

- الاكتشاف · مخطط المدار ·  العناصر المدارية · المعلمات المادية

- (120216) 2004 EW95 على موقع ويكي سكاي: DSS2, SDSS, GALEX, IRAS, Hydrogen α, X-Ray, Astrophoto, Sky Map, Articles and images